# Pedicularis perrottetii
Pedicularis perrottetii är en snyltrotsväxtart som beskrevs av George Bentham. Pedicularis perrottetii ingår i släktet spiror, och familjen snyltrotsväxter. Inga underarter finns listade i Catalogue of Life.